# 2,8-ジヒドロキシアデニン
2,8-ジヒドロキシアデニン（英語: 2,8-dihydroxyadenine）は、2,8-ジヒドロキシアデニン尿石症で蓄積するアデニン誘導体である。アデニンサルベージ酵素であるアデニンホスホリボシルトランスフェラーゼの欠損により、難溶性のプリンである2,8-ジヒドロキシアデニンが尿中に排泄される。この欠損は常染色体潜性遺伝する。ホモ接合型の場合、尿中の2,8-ジヒドロキシアデニン濃度が高く、結晶尿、結石形成および腎毒性の可能性がある。この病態は主に腎閉塞性疾患を呈するが、進行した腎不全を呈する患者もいる。アロプリノールによる療法が有効のようである。2,8-ジヒドロキシアデニンの生成はアロプリノールで容易にコントロール可能であり、腎不全でなければ成人で300mg/日（小児では10mg/kg/日）を投与する。